# Johann Theede
Johann Detlef Theede (* 1. April 1876 in Ellerbek bei Kiel; † 28. Januar 1934 in Kiel) war ein bedeutender Kieler Architekt der Heimatschutzarchitektur am Anfang des 20. Jahrhunderts.

## Leben
Theede besuchte von 1893 bis 1897 als Zimmererlehrling die Baugewerkschule Eckernförde. Ab 1902 arbeitete er als Architekt in Kiel. Von 1908 bis 1912 gehörte Theede zu den Gründern des Schleswig-Holsteinischen Landesverbandes für Heimatschutz. 1933 wurde er Ehrenkommodore in der Kieler Segler-Vereinigung (KSV).
Die von ihm entworfenen Bauten orientierten sich bis zum Ersten Weltkrieg an barocker schleswig-holsteinischer Herren- und Bauernhausarchitektur, danach bevorzugte er den Backsteinexpressionismus, bis er sich zuletzt den klaren Linien der klassischen Moderne zuwandte.

## Bauten in Kiel und Umgebung

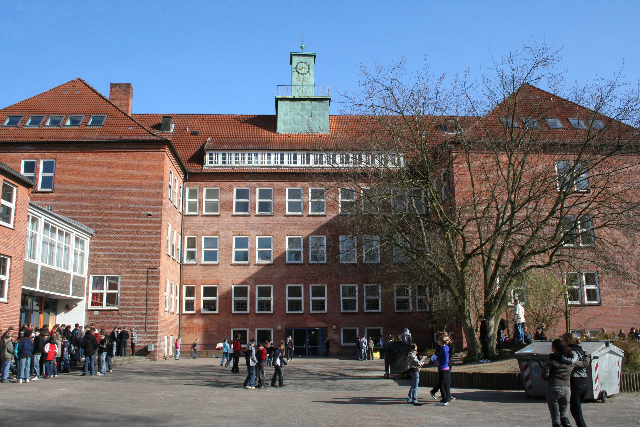
Gymnasium Wellingdorf (1911)

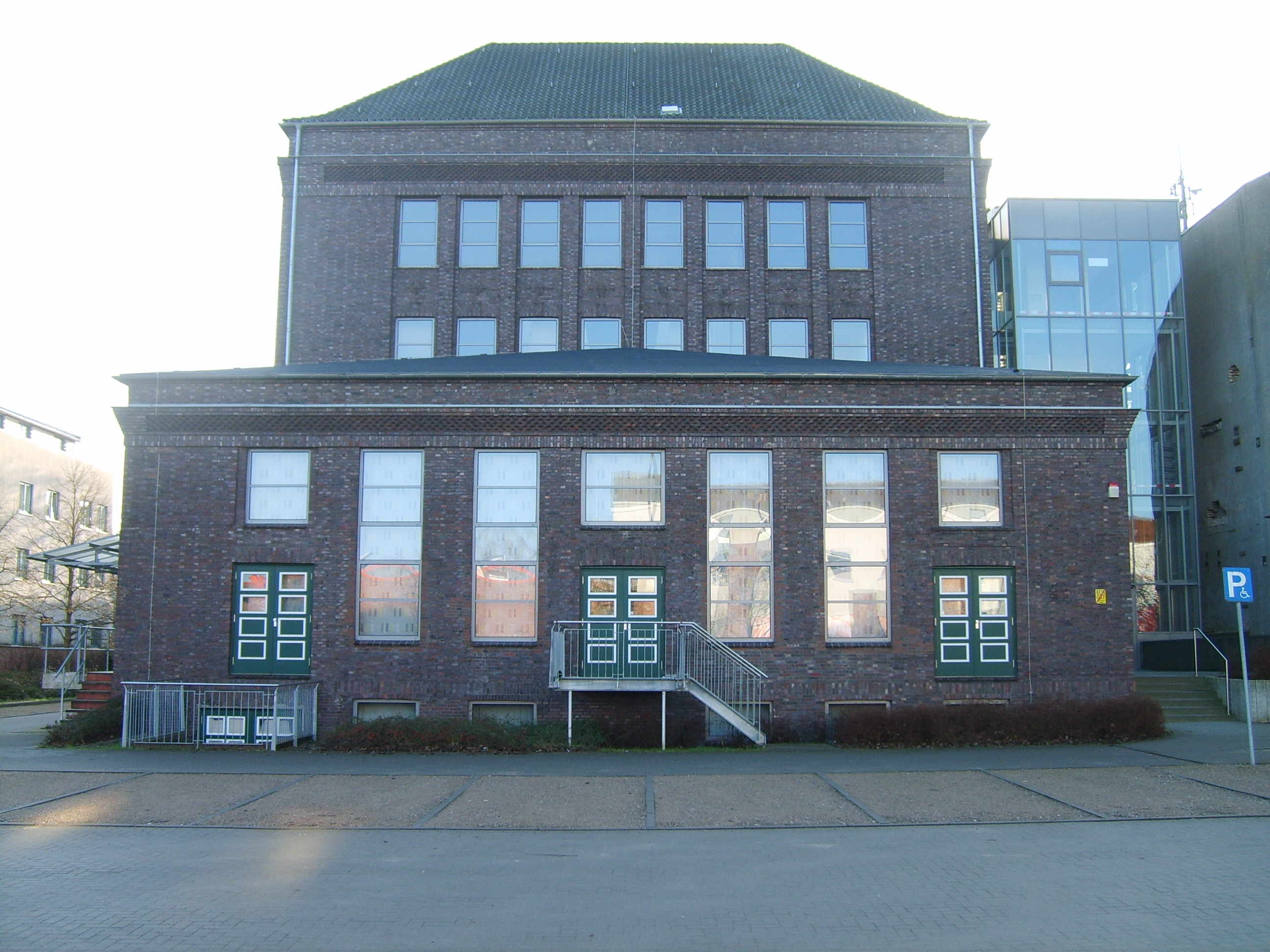
Margarinefabrik Seibel (1927–1928)

- 1904: Hotel Am Schwanensee, Schwanenseepark in Kiel-Ellerbek (zerstört)
- 1905: Gebäude der Commerzbank Holstenstraße 64, Kiel-Vorstadt (nach dem 2. Weltkrieg stark verändert)
- 1905: Villa Bismarckallee 19, Kiel-Düsternbrook[1]
- 1905–1906: Haus Weidemann, Kiel (zerstört)
- 1907: Thöl-Haus, Geschäftshaus Holstenstraße 51–53, Kiel-Vorstadt (stark verändert nach den 2. Weltkrieg)
- 1907: Wohn- und Geschäftshaus Dänische Straße 15, Kiel-Altstadt
- 1907–1908: Volksschule in Gaarden-Süd (später Fröbelschule)
- 1907–1908: Haus der Freimaurerloge Alma an der Ostsee, Kiel (zerstört)
- 1908–1909: Kieler Stadtkloster, Harmsstraße, Kiel-Südfriedhof
- 1908–1909 Wohn- und Geschäftshaus Wilhelminenstraße  33, Kiel-Damperhof[2]
- 1910: Wohn- und Geschäftshaus Rathausstraße 2, Kiel-Vorstadt (stark verändert nach den 2. Weltkrieg)
- 1909: Westbank in Wilster
- 1909: Synagoge in der Goethestraße, Kiel-Schreventeich(zerstört)[3]
- 1910–1911: Villa für den Rechtsanwalt Wulf Theophile mit Inneneinrichtung in Heikendorf-Kitzeberg (2010 abgerissen)[4]
- 1910–1927: Siedlung von Wohnhäusern für den Landhausbauverein Wellingdorf am Wehdenweg, Kiel
- 1911: Mittelschule in Wellingdorf (heute Gymnasium Wellingdorf)[5]
- 1911: Kleinbahnhof in Kiel-Gaarden-Süd (abgebrochen)
- 1911: Haus Behrens, Kiel-Gaarden-Süd
- 1911–1912: Villa Hornung, Einfeld
- 1912: Elektrizitätswerk in Gaarden-Süd (zerstört)[6]
- 1912: Schule in Klausdorf (Schwentinental) (zerstört)
- 1914: Bahnhof Schönberg
- 1914–1918: Vicelin-Kirche (zerstört)
- 1915–1917: Kieler Bank (zerstört)
- 1920: Herrenhaus Marienthal bei Eckernförde[7]
- 1921: Getreidesilo am Kieler Nordhafen (nach Staubexplosion im Dezember 1970 abgerissen)[7]
- 1922: Haus Paul Bartels, Kiel[8]
- 1922–1925: Siedlungshäuser Bau- und Sparverein für Eisenbahnbedienstete GmbH, Kiel[8]
- 1925: Erweiterung des Verwaltungsgebäudes für die Schleswig-Holsteinische Landschaft Hypothekenbank AG, Kiel (zerstört)[9]
- 1926–1927: Landwirtschaftskammer Schleswig-Holstein, Kiel
- 1927: Sparkasse Kiel-Wellingdorf
- 1927–1928: Milchhof, später Margarinefabrik J. W. Seibel in Kiel-Südfriedhof, Schwedendamm 8[10][11]
- 1928–1929: Geflügelzuchtlehranstalt in Kiel-Steenbek
- 1929: Hauptgüterbahnhof Kiel in Gaarden-Süd
- 1933–1934: Kleinwohnungssiedlung „Saarviertel“, Kiel-Hassee / -Südfriedhof (bis 1937 weitergeführt von Theedes Mitarbeiter Otto Frank)